# Rundholzsortimente

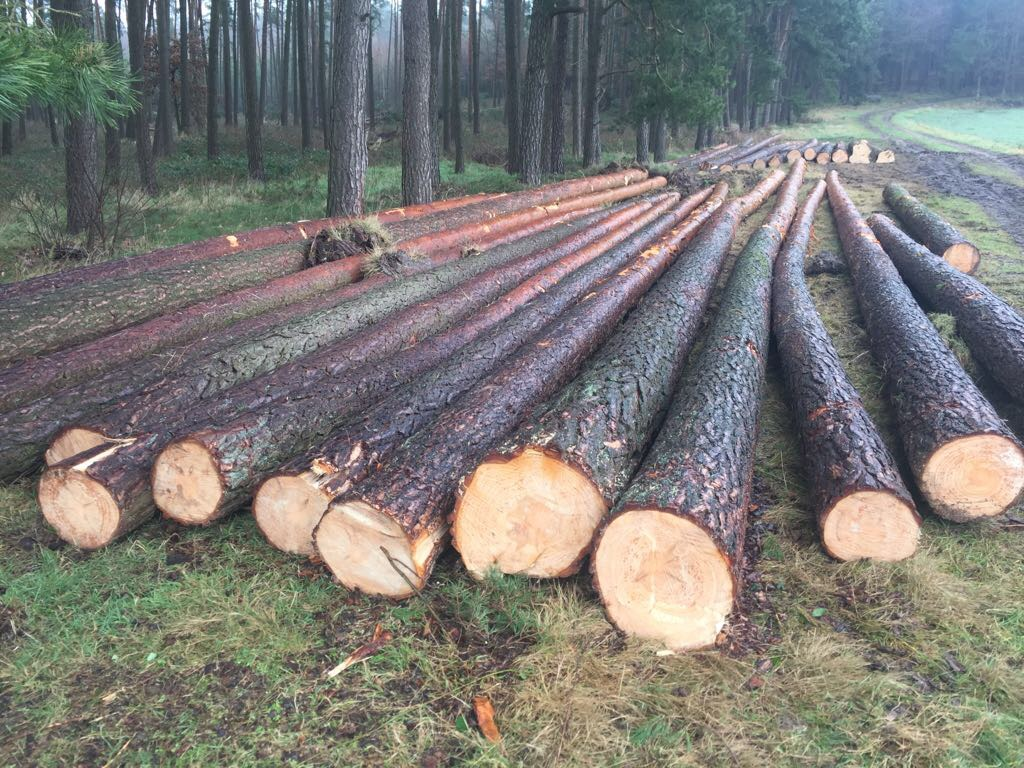
Kiefer-Stammholz

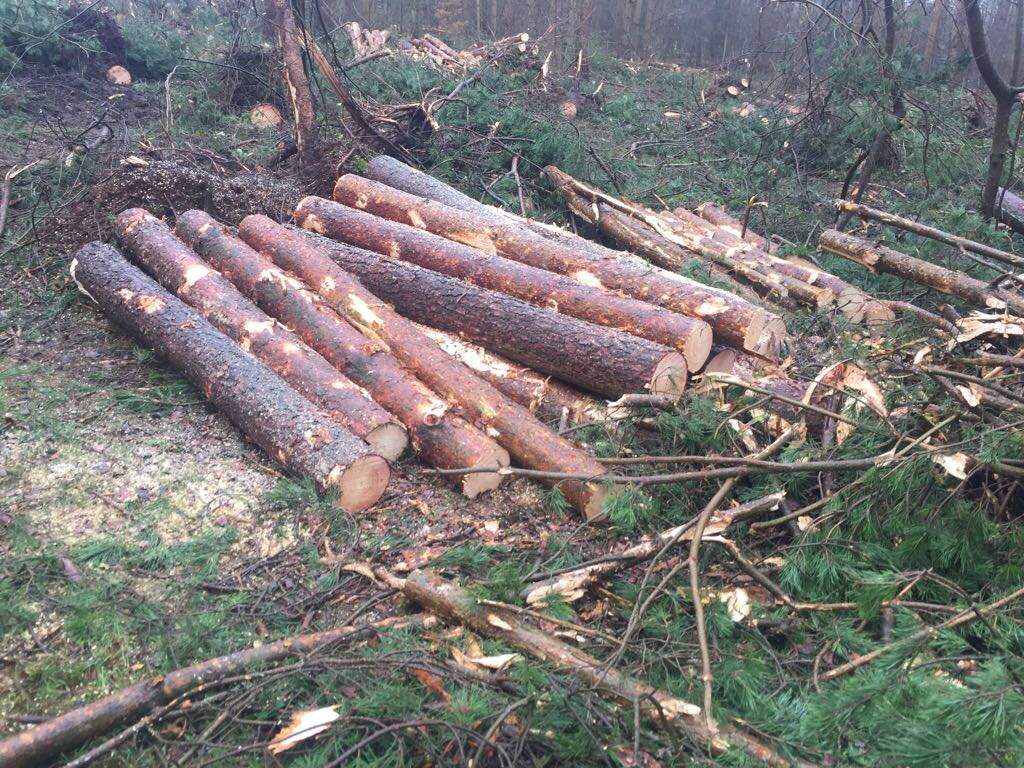
Kiefer-Industrieholz

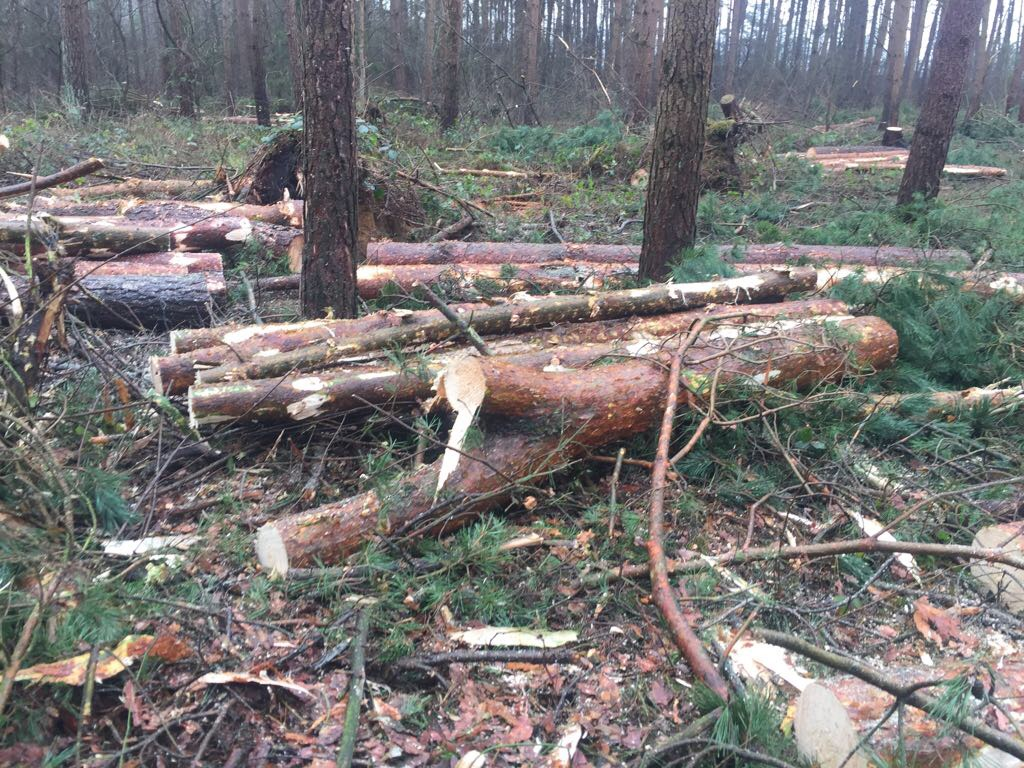
Kiefer-Energieholz

Rundholzsortimente sind Rohholz-Sortimente mit vordefinierter, marktfähiger Einteilung. Dabei wird Holz nach Holzart, Dimension, Qualität und Verwendungszweck sortiert. Es gibt Stammholz, Industrieholz, Energieholz und noch eine Vielzahl weiterer Sortimente. Diese Sortimente sind nach der Rahmen-Vereinbarung-Rohholz kurz RVR, eine Empfehlung zur einheitlichen Bezeichnung. Sie werden nach dem bundeseinheitlichen Referenzschlüssel ELDAT-Standard empfohlen. Die Rundholzsortimente werden dem Forstwirt bzw. Waldarbeiter als Aushaltungskritrien bzw. Qualitätsrichtlinien übermittelt. Holzart, Dimension, Qualität und Sortiment werden darin je nach Verwendungszweck spezifiziert. Das dünnere Stammende wird als Zopf und das dickere als Fuß bezeichnet.

## Stammholz
Stammholz ist Rohholz für die stoffliche Nutzung, die Säge- oder Furnierindustrie. Es wird unterschieden nach „Stammholz-lang“ (zufällige Längen) und Stammholzabschnitten (einheitliche Bestelllängen bis 6 m), häufige Längen sind beispielsweise 4,10 m, 5 m oder 6 m.
- Holzart: Laubholz und Nadelholz
- Dimension: Durchmesser (ca.): Zopf 12 cm – Fuß 55 cm (Profilzerspaner) oder Zopf 12 cm – Fuß 120 cm (Gatter- oder Bandsäge); Länge: Maßzugabe ±10 cm üblich
- Qualität: Krümmung pro lfm einschnürig/zweischnürig (einseitige/zweiseitige Krümmung), keine Bläue oder Verfärbung.

## Industrieholz
Industrieholz ist Rohholz für die stoffliche Verwendung, die Holzwerkstoffindustrie oder die Papier- und Zellstoffindustrie. „Industrieholz-lang“ ist über 3 m lang und „Industrieholz-kurz“ 1–3 m. Bei forstlichen Hiebsmaßnahmen werden neben den Sortimenten Stammholz und Industrieholz auch Waldhackschnitzel produziert. In der Regel wird Industrieholz als 3-m-Holz mit schwachen Durchmessern ausgehalten.
- Holzart: Laubholz und Nadelholz
- Dimension: Durchmesser (ca.): Zopf 7 cm – Fuß 45 cm (OSB) oder Zopf 7 cm bis 75 cm (MDF); Länge: keine Maßzugabe
- Qualität: je nach Verwendung: z. B. keine Bläue oder sonstigen Verfärbungen bei OSB und Schleifholz, keine Zwiesel und Spaltstücke.

## Energieholz
Energieholz ist Rohholz für die energetische Nutzung. „Energieholz-lang“ ist über 3 m lang und „Energieholz-kurz“ 1–3 m. Es fällt Waldrestholz an.
- Holzart: Laubholz und Nadelholz
- Dimension: Stubben, Busch, schwaches Rundholz
- Qualität: keine laufende Zersetzung.

## Weitere Sortimente
Je nach Verwendungszweck gibt es eine Vielzahl an Sortimenten. Einige wichtige sind: Schäl- und Furnierholz, Sägerundholz (Wertholz, Langholz, Doppelbloche, Bloche, Schwachbloche und Braunbloche), Rundholz für andere Zwecke (Rammpfähle, Starkmasten, Masten, Waldstangen und Betonstützen), Industrieholz (Schleifholz, Faserholz, Sekundaholz, Manipulationsholz, Plattenholz und Energieholz), Schwellenrundholz und Grubenholz.